# 勒布爾熱
勒布爾熱（法語：Le Bourget，法語發音：[lə buʁʒɛ] ⓘ）是法国法蘭西島大區塞纳-圣但尼省的一個市鎮，位於巴黎東北10.6公里，属于勒兰西区。巴黎-勒布尔歇机场（Aéroport de Paris-Le Bourget, LBG/LFPB）以本鎮為名，但機場用地實際上橫跨了本鎮與隔鄰的迪尼。2024年巴黎奥运会的国际广播中心（IBC）与攀岩比赛场地位于此处。

## 地理
勒布爾熱（48°56'4"N, 2°25'28"E）面积2.08 平方千米，位于法国法蘭西島大區塞纳-圣但尼省，该省份为法国北部内陆省份，毗邻巴黎。
与勒布爾熱接壤的市镇（或旧市镇、城区）包括：迪尼、拉库尔讷沃、德朗西、勒布朗梅尼勒。

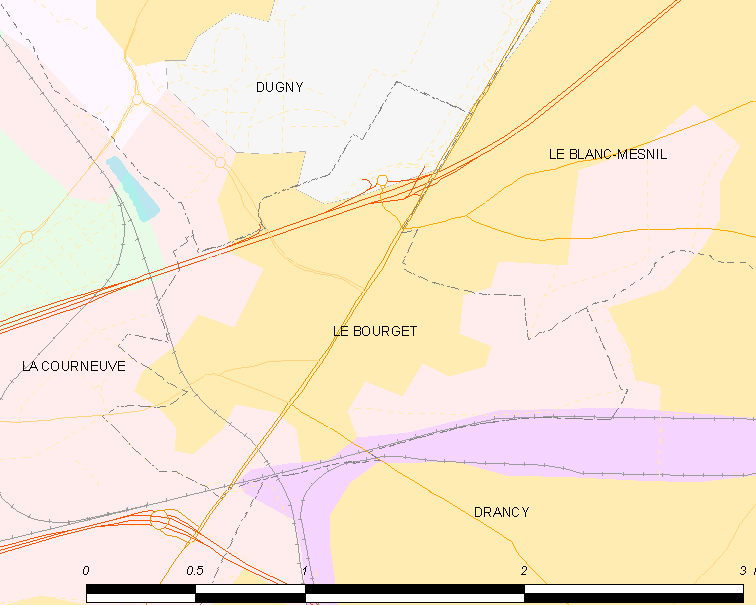
勒布爾熱的OSM定位图

勒布爾熱的时区为UTC+01:00、UTC+02:00（夏令时）。

## 行政
勒布爾熱的邮政编码为93350，INSEE市镇编码为93013。

## 政治
勒布爾熱所属的省级选区为拉库尔讷沃县。

## 人口

1962-2008年间勒布爾熱人口变化图示

勒布爾熱于2022年1月1日时的人口数量为15052人。

## 姐妹城市
- 西班牙庫列拉
- 俄羅斯茹科夫斯基 [2]
- 美国阿米蒂维尔（1979年起）[3]、利特爾福爾斯